# Grosvenor Mountains
Die Grosvenor Mountains sind eine Gebirgskette weit verstreuter Berggipfel und Nunatakker in der antarktischen Ross Dependency. Sie erstrecken sich am Rand des zentralen Polarplateaus von Mount Pratt im Norden bis Mount Raymond im Süden sowie vom Otway-Massiv im Nordwesten bis zum Larkman-Nunatak im Südosten. 
Entdeckt wurden sie durch den US-amerikanischen Polarforscher Richard Evelyn Byrd während des Fluges zum Südpol am 29. November 1929 im Rahmen seiner ersten Antarktisexpedition (1928–1930). Einige der Gipfel wurden bereits durch den britischen Polarforscher Ernest Shackleton im Verlauf der Nimrod-Expedition (1907–1909) entdeckt und benannt, jedoch fälschlich der Dominion Range zugeordnet. Benannt sind die Grosvenor Mountains nach Gilbert Hovey Grosvenor (1875–1966), Schirmherr der Byrd-Expedition und damaliger Präsident der National Geographic Society.